# Векторное произведение

Векторное произведение в трёхмерном евклидовом пространстве

Ве́кторное произведе́ние двух векторов в трёхмерном евклидовом пространстве — вектор, перпендикулярный обоим исходным векторам, длина которого численно равна площади параллелограмма, образованного исходными векторами, а выбор из двух направлений определяется так, чтобы тройка из по порядку стоящих в произведении векторов и получившегося вектора была правой. Векторное произведение коллинеарных векторов (в частности, если хотя бы один из множителей — нулевой вектор) считается равным нулевому вектору.
Таким образом, для определения векторного произведения двух векторов необходимо задать ориентацию пространства, то есть указать, какая тройка векторов является правой, а какая — левой. При этом не является обязательным задание в рассматриваемом пространстве какой-либо системы координат. В частности, при заданной ориентации пространства результат векторного произведения не зависит от того, является ли рассматриваемая система координат правой или левой. При этом формулы выражения координат векторного произведения через координаты исходных векторов в правой и левой ортонормированной прямоугольной системе координат отличаются знаком.
Векторное произведение не обладает свойствами коммутативности и ассоциативности. Оно является антикоммутативным и, в отличие от скалярного произведения векторов, результат является опять вектором.
Полезно для «измерения» перпендикулярности векторов — модуль векторного произведения двух векторов равен произведению их модулей, если они перпендикулярны, и уменьшается до нуля, если векторы коллинеарны.
Широко используется во многих технических и физических приложениях. Например, момент импульса и сила Лоренца математически записываются в виде векторного произведения.

## История
Векторное произведение было введено У. Гамильтоном в 1846 году одновременно со скалярным произведением в связи с кватернионами — соответственно, как векторная и скалярная часть произведения двух кватернионов, скалярная часть которых равна нулю.

## Определение
Векторным произведением вектора {\displaystyle {\vec {a}}} на вектор {\displaystyle {\vec {b}}} в трёхмерном евклидовом пространстве называется вектор {\displaystyle {\vec {c}}}, удовлетворяющий следующим требованиям:
- длина вектора {\displaystyle {\vec {c}}} равна произведению длин векторов {\displaystyle {\vec {a}}} и {\displaystyle {\vec {b}}} на синус угла между ними (т. е. площади параллелограмма, образованного векторами {\displaystyle {\vec {a}}} и {\displaystyle {\vec {b}}});
- вектор {\displaystyle {\vec {c}}} ортогонален каждому из векторов {\displaystyle {\vec {a}}} и {\displaystyle {\vec {b}}};
- вектор {\displaystyle {\vec {c}}} направлен так, что тройка векторов {\displaystyle {\vec {a}},{\vec {b}},{\vec {c}}} является правой.➤

Обозначения:
{\displaystyle {\vec {c}}=[{\vec {a}}{\vec {b}}]=[{\vec {a}},\;{\vec {b}}]={\vec {a}}\times {\vec {b}}={\vec {a}}\wedge {\vec {b}}.}

### Замечания
В качестве определения можно использовать описанное далее выражение векторного произведения в координатах в правой (или левой) прямоугольной системе координат.
Также в качестве исходного определения может быть взят набор алгебраических свойств векторного произведения.

## Правые и левые тройки векторов в трёхмерном евклидовом пространстве

Нахождение направления векторного произведения с помощью правила правой руки

Рассмотрим упорядоченную тройку некомпланарных (линейно независимых) векторов {\displaystyle {\vec {a}},{\vec {b}},{\vec {c}}} в трёхмерном евклидовом пространстве. В ориентированном пространстве такая тройка векторов будет либо «правой», либо «левой».

### Геометрическое определение
Совместим начала векторов в одной точке. Упорядоченная тройка некомпланарных векторов {\displaystyle {\vec {a}},{\vec {b}},{\vec {c}}} в трёхмерном пространстве называется правой, если с конца вектора {\displaystyle {\vec {c}}} кратчайший поворот от вектора {\displaystyle {\vec {a}}} к вектору {\displaystyle {\vec {b}}} виден наблюдателю против часовой стрелки. И наоборот, если кратчайший поворот виден по часовой стрелке, то тройка называется левой.

### Определение с помощью руки
Другое определение связано с правой рукой человека, откуда и берётся название. На рисунке тройка векторов {\displaystyle {\vec {a}}}, {\displaystyle {\vec {b}}}, {\displaystyle {\vec {a}}\times {\vec {b}}} является правой.

### Алгебраическое определение
Существует также аналитический способ определения правой и левой тройки векторов, который требует задания в рассматриваемом пространстве правой или левой системы координат, причём не обязательно прямоугольной и ортонормированной.
Нужно составить матрицу, первой строкой которой будут координаты вектора {\displaystyle {\vec {a}}}, второй — вектора {\displaystyle {\vec {b}}}, третьей — вектора {\displaystyle {\vec {c}}}. Затем, в зависимости от знака определителя этой матрицы, можно сделать следующие выводы:
- Если определитель положителен, то тройка векторов имеет ту же ориентацию, что и система координат.
- Если определитель отрицателен, то тройка векторов имеет ориентацию, противоположную ориентации системы координат.
- Если определитель равен нулю, то векторы компланарны (линейно зависимы).

### Замечания
Определения «правой» и «левой» тройки векторов зависят от ориентации пространства, но не требуют задания в рассматриваемом пространстве какой-либо системы координат, как и не требует этого определение самого векторного произведения. При этом формулы выражения координат векторного произведения через координаты исходных векторов будут отличаться знаком в правой и левой прямоугольной системе координат.
Все правые между собой (и левые между собой) тройки векторов называются одинаково ориентированными.
При заданной ориентации пространства система координат называется правой (левой), если тройка из векторов с координатами {\displaystyle (1,0,0)}, {\displaystyle (0,1,0)}, {\displaystyle (0,0,1)} является правой (левой).
Геометрическое определение и определение с помощью руки сами задают ориентацию пространства. Алгебраическое определение задаёт способ разбить тройки некомпланарных векторов на два класса одинаково ориентированных векторов, но оно не задаёт ориентацию пространства, а использует уже заданную — ту, на основании которой данная система координат считается правой или левой. При этом, если ориентация системы координат неизвестна, можно сравнивать знак определителя со знаком определителя другой тройки некомпланарных векторов, ориентация которой известна — если знаки совпадают, то тройки одинаково ориентированы, если знаки противоположны — тройки ориентированы противоположно.

## Свойства

### Геометрические свойства векторного произведения

Площадь параллелограмма равна модулю векторного произведения

Объём параллелепипеда при использовании векторного и скалярного произведения векторов; пунктирные линии показывают проекции вектора c на a × b и вектора b × c на a, первым шагом является нахождение векторного произведения (модуль которого равен площади одной из сторон), а вторым — нахождение скалярного произведения (которое равно объёму параллелепипеда)

- Необходимым и достаточным условием коллинеарности двух ненулевых векторов является равенство нулю их векторного произведения.
- Модуль векторного произведения {\displaystyle [{\vec {a}},\;{\vec {b}}]} равняется площади {\displaystyle S} параллелограмма, построенного на приведённых к общему началу векторах {\displaystyle {\vec {a}}} и {\displaystyle {\vec {b}}} (см. Рисунок).
- Если {\displaystyle {\vec {e}}} — единичный вектор, ортогональный векторам {\displaystyle {\vec {a}}} и {\displaystyle {\vec {b}}} и выбранный так, что тройка {\displaystyle {\vec {a}},{\vec {b}},{\vec {e}}} — правая, а {\displaystyle S} — площадь параллелограмма, построенного на них (приведённых к общему началу), то для векторного произведения справедлива формула:

{\displaystyle [{\vec {a}},\;{\vec {b}}]=S\cdot {\vec {e}}.}
- Если {\displaystyle {\vec {c}}} — какой-нибудь вектор, {\displaystyle \pi } — любая плоскость, содержащая этот вектор, {\displaystyle {\vec {e}}} — единичный вектор, лежащий в плоскости {\displaystyle \pi } и ортогональный к {\displaystyle {\vec {c}}}, {\displaystyle {\vec {g}}} — единичный вектор, ортогональный к плоскости {\displaystyle \pi } и направленный так, что тройка векторов {\displaystyle {\vec {e}},{\vec {c}},{\vec {g}}} является правой, то для любого лежащего в плоскости {\displaystyle \pi } вектора {\displaystyle {\vec {a}}} справедлива формула

{\displaystyle [{\vec {a}},\;{\vec {c}}]=\mathrm {Pr} _{\vec {e}}{\vec {a}}\cdot |{\vec {c}}|\cdot {\vec {g}}.}
- При использовании векторного и скалярного произведений можно вычислить объём параллелепипеда, построенного на приведённых к общему началу векторах a, b и c (см. Рисунок). Такое произведение трех векторов называется смешанным.

{\displaystyle V=|\langle {\vec {a}},\;[{\vec {b}},\;{\vec {c}}]\rangle |.}
На рисунке показано, что этот объём может быть найден двумя способами: геометрический результат сохраняется даже при замене «скалярного» и «векторного» произведений местами:
{\displaystyle V=\langle [{\vec {a}},\;{\vec {b}}],\;{\vec {c}}\rangle =\langle {\vec {a}},\;[{\vec {b}},\;{\vec {c}}]\rangle .}
Величина векторного произведения зависит от синуса угла между изначальными векторами, поэтому векторное произведение может восприниматься как степень «перпендикулярности» векторов так же, как и скалярное произведение может рассматриваться как степень «параллельности». Векторное произведение двух единичных векторов равно 1 (единичному вектору), если изначальные векторы перпендикулярны, и равно 0 (нулевому вектору), если векторы параллельны либо антипараллельны.

### Алгебраические свойства векторного произведения
Далее {\displaystyle [{\vec {a}},\;{\vec {b}}]} и {\displaystyle \langle {\vec {a}},\;{\vec {b}}\rangle } обозначают соответственно векторное и скалярное произведение векторов {\displaystyle {\vec {a}}} и {\displaystyle {\vec {b}}}.
| Представление | Описание |
| {\displaystyle [{\vec {a}},\;{\vec {b}}]=-[{\vec {b}},{\vec {a}}]} | Антикоммутативность. |
| {\displaystyle [\alpha \cdot {\vec {a}},\;{\vec {b}}]=[{\vec {a}},\;\alpha \cdot {\vec {b}}]=\alpha \cdot [{\vec {a}},\;{\vec {b}}]}                                     | Ассоциативность умножения на скаляр.                                                                                        |
| {\displaystyle [{\vec {a}}+{\vec {b}},\;{\vec {c}}]=[{\vec {a}},\;{\vec {c}}]+[{\vec {b}},\;{\vec {c}}]}                                                                 | Дистрибутивность по сложению.                                                                                               |
| {\displaystyle [[{\vec {a}},\;{\vec {b}}],\;{\vec {c}}]+[[{\vec {b}},\;{\vec {c}}],\;{\vec {a}}]+[[{\vec {c}},{\vec {a}}],\;{\vec {b}}]={\vec {0}}}                      | Тождество Якоби. |
| {\displaystyle [{\vec {a}},\;{\vec {a}}]={\vec {0}}} | |
| {\displaystyle [{\vec {a}},\;[{\vec {b}},\;{\vec {c}}]]={\vec {b}}\cdot \langle {\vec {a}},\;{\vec {c}}\rangle -{\vec {c}}\cdot \langle {\vec {a}},\;{\vec {b}}\rangle } | Формула «БАЦ минус ЦАБ», тождество Лагранжа.                                                                                |
| {\displaystyle \|[{\vec {a}},\,{\vec {b}}]\|^{2}+\langle {\vec {a}},\,{\vec {b}}\rangle ^{2}=\|{\vec {a}}\|^{2}\cdot \|{\vec {b}}\|^{2}}                                 | Частный случай мультипликативности нормы кватернионов.                                                                      |
| {\displaystyle \langle [{\vec {a}},\,{\vec {b}}],\,{\vec {c}}\rangle =\langle {\vec {a}},\,[{\vec {b}},\,{\vec {c}}]\rangle }                                            | Значение этого выражения называют смешанным произведением векторов {\displaystyle a}, {\displaystyle b}, {\displaystyle c}. |

## Выражение в координатах

### В правом ортонормированном базисе
Если два вектора {\displaystyle {\vec {a}}} и {\displaystyle {\vec {b}}} представлены в правом ортонормированном базисе координатами
{\displaystyle {\vec {a}}=(a_{x},\;a_{y},\;a_{z}),}
{\displaystyle {\vec {b}}=(b_{x},\;b_{y},\;b_{z}),}
то их векторное произведение имеет координаты
{\displaystyle [{\vec {a}},\;{\vec {b}}]=(a_{y}b_{z}-a_{z}b_{y},\;a_{z}b_{x}-a_{x}b_{z},\;a_{x}b_{y}-a_{y}b_{x}).}
Для запоминания этой формулы удобно использовать мнемонический определитель:
{\displaystyle [{\vec {a}},\;{\vec {b}}]={\begin{vmatrix}\mathbf {i} &\mathbf {j} &\mathbf {k} \\a_{x}&a_{y}&a_{z}\\b_{x}&b_{y}&b_{z}\end{vmatrix}},}
где {\displaystyle \mathbf {i} =(1,0,0)}, {\displaystyle \mathbf {j} =(0,1,0)}, {\displaystyle \mathbf {k} =(0,0,1)}, или
{\displaystyle [{\vec {a}},\;{\vec {b}}]_{i}=\sum _{j,k=1}^{3}\varepsilon _{ijk}a_{j}b_{k},}
где {\displaystyle \varepsilon _{ijk}} — символ Леви-Чивиты.

### В левом ортонормированном базисе
Если базис левый ортонормированный, то векторное произведение в координатах имеет вид
{\displaystyle [{\vec {a}},\;{\vec {b}}]=(a_{z}b_{y}-a_{y}b_{z},\;a_{x}b_{z}-a_{z}b_{x},\;a_{y}b_{x}-a_{x}b_{y}).}
Для запоминания, аналогично:
{\displaystyle [{\vec {a}},\;{\vec {b}}]=-{\begin{vmatrix}\mathbf {i} &\mathbf {j} &\mathbf {k} \\a_{x}&a_{y}&a_{z}\\b_{x}&b_{y}&b_{z}\end{vmatrix}},}
или
{\displaystyle [{\vec {a}},\;{\vec {b}}]_{i}=-\sum _{j,k=1}^{3}\varepsilon _{ijk}\cdot a_{j}\cdot b_{k}.}
Формулы для левой системы координат можно получить из формул правой системы координат, записав те же векторы {\displaystyle {\vec {a}}} и {\displaystyle {\vec {b}}} во вспомогательной правой системе координат ({\displaystyle \mathbf {i} '=\mathbf {i} ,\mathbf {j} '=\mathbf {j} ,\mathbf {k} '=-\mathbf {k} }):
{\displaystyle [{\vec {a}},\;{\vec {b}}]={\begin{vmatrix}\mathbf {i} '&\mathbf {j} '&\mathbf {k} '\\a'_{x}&a'_{y}&a'_{z}\\b'_{x}&b'_{y}&b'_{z}\end{vmatrix}}={\begin{vmatrix}\mathbf {i} &\mathbf {j} &-\mathbf {k} \\a_{x}&a_{y}&-a_{z}\\b_{x}&b_{y}&-b_{z}\end{vmatrix}}=-{\begin{vmatrix}\mathbf {i} &\mathbf {j} &\mathbf {k} \\a_{x}&a_{y}&a_{z}\\b_{x}&b_{y}&b_{z}\end{vmatrix}}.}

### В произвольном базисе
Векторное произведение в произвольном базисе {\displaystyle {\vec {e}}_{1}{\vec {e}}_{2}{\vec {e}}_{3}} имеет координаты
{\displaystyle [{\vec {a}},\;{\vec {b}}]={\begin{vmatrix}[{\vec {e}}_{2},\;{\vec {e}}_{3}]&[{\vec {e}}_{3},\;{\vec {e}}_{1}]&[{\vec {e}}_{1},\;{\vec {e}}_{2}]\\a_{1}&a_{2}&a_{3}\\b_{1}&b_{2}&b_{3}\end{vmatrix}}.}

## Вариации и обобщения

### Кватернионы
Координаты векторного произведения в правом ортонормированном базисе можно также записать в кватернионной форме, поэтому буквы {\displaystyle \mathbf {i} }, {\displaystyle \mathbf {j} }, {\displaystyle \mathbf {k} } — стандартные обозначения для ортов в {\displaystyle \mathbb {R} ^{3}}: они рассматриваются как воображаемые кватернионы.
Заметим, что соотношения через векторное произведение между {\displaystyle \mathbf {i} }, {\displaystyle \mathbf {j} } и {\displaystyle \mathbf {k} } соответствуют правилам умножения для кватернионов {\displaystyle i}, {\displaystyle j} и {\displaystyle k}. Если представить вектор {\displaystyle (a_{1},\;a_{2},\;a_{3})} как кватернион {\displaystyle a_{1}i+a_{2}j+a_{3}k}, то векторное произведение двух векторов получается взятием векторной части от произведения соответствующих им кватернионов. Скалярное произведение этих векторов противоположно скалярной части произведения этих кватернионов.

### Преобразование к матричной форме
Векторное произведение двух векторов в координатах в правом ортонормированном базисе можно записать как произведение кососимметрической матрицы и вектора:
{\displaystyle [{\vec {a}},\;{\vec {b}}]=[{\vec {a}}]_{\times }{\vec {b}}={\begin{bmatrix}\,0&\!-a_{3}&\,\,a_{2}\\\,\,a_{3}&0&\!-a_{1}\\-a_{2}&\,\,a_{1}&\,0\end{bmatrix}}{\begin{bmatrix}b_{1}\\b_{2}\\b_{3}\end{bmatrix}},}
{\displaystyle [{\vec {b}},\;{\vec {a}}]={\vec {b}}^{T}[{\vec {a}}]_{\times }={\begin{bmatrix}b_{1}&b_{2}&b_{3}\end{bmatrix}}{\begin{bmatrix}\,0&\!-a_{3}&\,\,\,a_{2}\\\,\,\,a_{3}&\,0&\!-a_{1}\\-a_{2}&\,\,a_{1}&\,0\end{bmatrix}},}
где
{\displaystyle [{\vec {a}}]_{\times }{\stackrel {\rm {def}}{=}}{\begin{bmatrix}\,\,0&\!-a_{3}&\,\,\,a_{2}\\\,\,\,a_{3}&0&\!-a_{1}\\\!-a_{2}&\,\,a_{1}&\,\,0\end{bmatrix}}.}
Пусть {\displaystyle {\vec {a}}} равен векторному произведению:
{\displaystyle {\vec {a}}=[{\vec {c}},\;{\vec {d}}],}
тогда
{\displaystyle [{\vec {a}}]_{\times }=({\vec {c}}{\vec {d}}^{T})^{T}-{\vec {c}}{\vec {d}}^{T}.}
Такая форма записи позволяет обобщить векторное произведение на высшие размерности, представляя псевдовекторы (угловая скорость, индукция и т. п.) как такие кососимметричные матрицы. Ясно, что такие физические величины будут иметь {\displaystyle n(n-1)/2} независимых компонент в {\displaystyle n}-мерном пространстве. В трёхмерном пространстве получаются три независимые компоненты, поэтому такие величины можно представлять как векторы этого пространства.
С такой формой записи также зачастую проще работать (например, в эпиполярной геометрии).
Из общих свойств векторного произведения следует, что
{\displaystyle [{\vec {a}}]_{\times }\,{\vec {a}}={\vec {0}}} и {\displaystyle {\vec {a}}^{T}\,[{\vec {a}}]_{\times }={\vec {0}},}
а так как {\displaystyle [{\vec {a}}]_{\times }} кососимметрична, то
{\displaystyle {\vec {b}}^{T}\,[{\vec {a}}]_{\times }\,{\vec {b}}=0.}
В такой форме записи легко доказывается тождество Лагранжа (правило «БАЦ минус ЦАБ»).

### Распространение на матрицы
В трёхмерном случае можно определить в координатах в произвольном базисе векторное произведение матриц и произведение матрицы на вектор. Это делает очевидным указанный выше изоморфизм и позволяет упростить многие выкладки. Представим матрицу {\displaystyle A} как столбец векторов, тогда
{\displaystyle {\begin{bmatrix}{\vec {a}}_{1}\\{\vec {a}}_{2}\\{\vec {a}}_{3}\end{bmatrix}}\times {\vec {b}}={\begin{bmatrix}{\vec {a}}_{1}\times {\vec {b}}\\{\vec {a}}_{2}\times {\vec {b}}\\{\vec {a}}_{3}\times {\vec {b}}\end{bmatrix}},}
{\displaystyle {\begin{bmatrix}{\vec {a}}_{1}\\{\vec {a}}_{2}\\{\vec {a}}_{3}\end{bmatrix}}\cdot {\vec {b}}={\begin{bmatrix}{\vec {a}}_{1}\cdot {\vec {b}}\\{\vec {a}}_{2}\cdot {\vec {b}}\\{\vec {a}}_{3}\cdot {\vec {b}}\end{bmatrix}}.}
Умножение матрицы на вектор слева определяется аналогично, если представить {\displaystyle A} как строку векторов. Транспонирование матрицы, соответственно, переводит строку векторов в столбец векторов, и наоборот.
Легко обобщить многие соотношения для векторов на соотношения для векторов и матриц, например ({\displaystyle A} — матрица, {\displaystyle {\vec {x}}}, {\displaystyle {\vec {y}}} — векторы):
{\displaystyle A\cdot ({\vec {x}}\times {\vec {y}})=(A\times {\vec {x}})\cdot {\vec {y}},}
{\displaystyle A\times ({\vec {x}}\times {\vec {y}})={\vec {x}}(A\cdot {\vec {y}})-{\vec {y}}(A\cdot {\vec {x}}).}
После этого можно изменить форму записи для векторного произведения:
{\displaystyle {\vec {x}}\times {\vec {y}}=E\cdot ({\vec {x}}\times {\vec {y}})=(E\times {\vec {x}})\cdot {\vec {y}},}
{\displaystyle E} — единичная матрица. Отсюда очевидны существование и вид матрицы, соответствующей векторному умножению на вектор слева. Аналогично можно получить выражение для матрицы умножения на вектор справа. Распространяя операции над векторами на матрицы покомпонентно, представляя их как «векторы из векторов», стандартные соотношения для векторов легко обобщаются на матрицы. Например, теорема Стокса в {\displaystyle \mathbb {R} ^{3}} примет вид:
{\displaystyle \int \limits _{\Sigma }\operatorname {rot} \,\mathbf {A^{T}} \,\mathbf {d\Sigma } =\int \limits _{\partial \Sigma }\mathbf {A} \cdot \,d\mathbf {r} ,}
где ротор матрицы {\displaystyle A} вычисляется как векторное произведение матрицы {\displaystyle A} на оператор Гамильтона слева (базис считается правым ортонормированным). В этих обозначениях очень легко доказать, например, следующие формы теоремы Стокса:
{\displaystyle \int \limits _{\Sigma }\operatorname {grad} \,u\times \,\mathbf {d\Sigma } =\int \limits _{\partial \Sigma }u\,d\mathbf {r} ,}
{\displaystyle \int \limits _{\Sigma }\left[\mathbf {d\Sigma } ;\left[\nabla ;\mathbf {a} \right]\right]=\int \limits _{\partial \Sigma }\mathbf {a} \times d\mathbf {r} .}

### Размерности, не равные трём
Пусть {\displaystyle n} — размерность пространства.
Векторное произведение, обладающее всеми свойствами обычного трёхмерного векторного произведения, то есть бинарное билинейное антисимметричное невырожденное отображение {\displaystyle \mathbb {R} ^{n}\times \mathbb {R} ^{n}\to \mathbb {R} ^{n}}, можно ввести только для размерностей 3 и 7.
Однако есть простое обобщение на остальные натуральные размерности, начиная с 3, а если нужно — и на размерность 2 (последнее, правда, сравнительно специфическим образом). Тогда это обобщение, в отличие от невозможного, описанного чуть выше, вводится не для пары векторов, а лишь для набора {\displaystyle (n-1)} векторов-сомножителей. Вполне аналогично смешанному произведению, естественно обобщаемому в {\displaystyle n}-мерном пространстве на операцию с {\displaystyle n} сомножителями. Используя символ Леви-Чивиты {\displaystyle \varepsilon _{i_{1}i_{2}i_{3}\ldots i_{n}}} с {\displaystyle n} индексами, можно явно записать такое {\displaystyle (n-1)}-валентное векторное произведение как
{\displaystyle P_{i}(\mathbf {a} ,\mathbf {b} ,\mathbf {c} ,\dotsc )=\sum _{j,k,m,\dotsc =1}^{n}\varepsilon _{ijk\ldots }a_{j}b_{k}c_{m}\ldots =\det \left({\begin{pmatrix}\mathbf {e_{1}} \\\vdots \\\mathbf {e_{n}} \end{pmatrix}},\mathbf {a} ,\mathbf {b} ,\mathbf {c} ,\ldots \right)\cdot \mathbf {e_{i}} ,}
{\displaystyle \mathbf {P} (\mathbf {a_{1}} ,\mathbf {a_{2}} ,\ldots ,\mathbf {a_{n-1}} )=\det \left({\begin{pmatrix}\mathbf {e_{1}} \\\vdots \\\mathbf {e_{n}} \end{pmatrix}},\mathbf {a_{1}} ,\mathbf {a_{2}} ,\ldots ,\mathbf {a_{n-1}} \right)={\begin{vmatrix}\mathbf {e_{1}} &\mathbf {e_{2}} &\cdots &\mathbf {e_{n}} \\a_{1_{1}}&a_{1_{2}}&\cdots &a_{1_{n}}\\a_{2_{1}}&a_{2_{2}}&\cdots &a_{2_{n}}\\\vdots &\vdots &\ddots &\vdots \\a_{n-1_{1}}&a_{n-1_{2}}&\cdots &a_{n-1_{n}}\end{vmatrix}}.}
Такое обобщение дает гиперплощадь размерности {\displaystyle n-1}.
Если нужно ввести операцию именно для двух сомножителей, имеющую геометрический смысл, предельно близкий к смыслу векторного произведения (то есть представляющую ориентированную площадь), то результат уже не будет вектором, так как при {\displaystyle n\neq 3} не найдется единственной, однозначно определённой нормали к двумерной плоскости, натянутой на множители. Можно ввести бивектор, компоненты которого равны проекциям ориентированной площади параллелограмма, натянутого на пару векторов, на координатные плоскости:
{\displaystyle \ P_{ij}(\mathbf {a,b} )=a_{i}b_{j}-a_{j}b_{i}}.
Эта конструкция называется внешним произведением.
Для двумерного случая операция
{\displaystyle \ P(\mathbf {a,b} )=a_{1}b_{2}-a_{2}b_{1}}.
называется псевдоскалярным произведением, так как получающееся пространство одномерно и результат есть псевдоскаляр. (Двухиндексное внешнее произведение, описанное выше, можно ввести и для двумерного пространства, однако оно, очевидно, достаточно тривиально связано с псевдоскалярным произведением, а именно внешнее произведение в этом случае представляется матрицей, на диагонали которой нули, а оставшиеся два недиагональных элемента равны псевдоскалярному произведению и минус псевдоскалярному произведению.)

## Алгебра Ли векторов
Векторное произведение вводит на {\displaystyle \mathbb {R} ^{3}} структуру алгебры Ли (поскольку оно удовлетворяет обеим аксиомам — антисимметричности и тождеству Якоби). Эта структура соответствует отождествлению {\displaystyle \mathbb {R} ^{3}} с касательной алгеброй Ли {\displaystyle so(3)} к группе Ли {\displaystyle SO(3)} ортогональных линейных преобразований трёхмерного пространства.